# Arno Santamaria
Pour les articles homonymes, voir Santamaria (homonymie).
Arno Santamaria, né le 9 novembre 1978 à Argenteuil, est un auteur-compositeur-interprète français. Il est le premier artiste à avoir été produit deux fois de suite par les internautes, sur deux plateformes participatives différentes.
Il est également le seul artiste finaliste d'un télé-crochet interactif, diffusé sur une grande chaîne nationale TV (M6), à avoir été plébiscité par le public et le jury en ne proposant que ses propres compositions.

## Biographie

### Formation
D'origine italienne, Arno grandit dans le Val-d'Oise, à Argenteuil. Il apprend seul la guitare, monte un groupe de hard rock à 15 ans et fréquente les scènes rock et hard-rock. Influencé par Megadeth, Led Zeppelin, c'est en découvrant les textes de Léo Ferré qu'il songe à l'écriture.
Après son baccalauréat, Arno intègre la School of Audio Engineers et la Schola Cantorum de Paris, obtient un diplôme d'ingénieur du son et commence à travailler dans différents studios parisiens,.

### Carrière

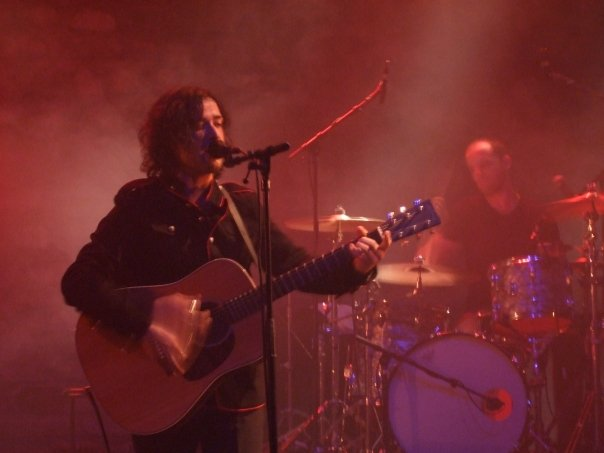
Arno Santamaria - Café de la Danse

En 2006, il rencontre Vincent-Marie Bouvot, réalisateur et compositeur de Zazie, Peter Kröner... et également fondateur du label Xumo qu'il lui propose de rejoindre[réf. souhaitée]. Arno co-écrit avec Vincent-Marie ses premières chansons et les enregistre. En 2007, grâce au tourneur Far Prod, il se  produit sur plusieurs scènes parisiennes : le Glaz’Art, Le Divan du Monde, La Flèche d’or, Le Réservoir[réf. nécessaire].
En avril 2009, Arno s'inscrit sur Spidart, site communautaire qui permet aux internautes d'investir auprès de nouveaux talents. Trois semaines plus tard, grâce à 289 internautes séduits par les trois titres en écoute, il récolte les 50 000 euros nécessaires à la réalisation de l'album. Six mois plus tard, l'album intitulé Arno Santamaria est dans les bacs mais l'aventure tourne court à la suite de la mise en faillite de la structure. La promotion de l'album ne peut être assurée,.
Arno ne renonce pas à ses projets et s’inscrit en avril 2010 sur le site communautaire My Major Company (Grégoire, Joyce Jonathan, Irma...). En marge de cette nouvelle expérience, il défend ses titres sur scène à travers la France (première partie de Da Silva, Murray Head, la Scène de la Bastille) et reçoit le soutien de Ouï FM, de Pauline Chauvet (France Inter) et Serge Levaillant, animateur de l’émission Sous les Étoiles exactement sur France Inter qui souligne la qualité de son travail.
En avril 2011, Arno obtient les 100 000 euros nécessaires à la production de son nouvel album, porté par 1362 producteurs. Deux mois plus tard, il entre en studio et s'entoure de Roberto Briot (basse), Benjamin Vairon (batterie), Julien Bitoun (guitares), déjà présents sur son 1er album et de Vic Emerson à la direction des cordes (Alain Bashung), Thomas Bloch aux claviers (Radiohead et Gorillaz). L'album est mastérisé par Franck Arkwright aux célèbres Studios Abbey Road,. 1362, en hommage à ses producteurs, sort dans les bacs le 18 juin 2012. Arno rencontre Madeu Gonzalez, manager et productrice de concerts qui lui présente Arnaud Faz (producteur entre autres des concerts de Gérald De Palmas) qui lui permet de partir en tournée et de faire également les premières parties de Gérald de Palmas et d'Arno,. En mai 2013, le contrat entre Arno et My Major Company prend fin d'un commun accord.
Été 2013, Arno entre en studio pour l'enregistrement de son 3e album, Des corps libres. Un premier titre en est extrait : Debout (je me sens bien). En 2014, il continue de se produire en 1re partie de la tournée française de Gérald de Palmas.
En octobre de la même année, Arno Santamaria participe à la première saison de l'émission Rising Star sur M6,. L'artiste séduit le public avec ses compositions personnelles : Ma Mère avec 87 % de téléspectateurs conquis,  Debout (Je me sens bien) (87 %), et Chez moi (76 %) le qualifient pour la finale. Il se classe 2e du concours derrière Corentin Grevost avec Des vents contraires (76 %) et C'est quand le bonheur ? de Cali (60 %).
Quelques jours plus tard, Arno fait son entrée au sein du label Capitol Music France. Le 8 décembre sort un EP 4 de titres. 
En mars 2015, Arno est en première partie de Florent Pagny et  de Cali au Zénith de Paris en mai. Il participe également en tant que jury au tremplin Live Music Show, aux côtés de Laurent Petitguillaume, Richard Cross et Joseph Noia. Son 3e album Des corps libres sort le 1er juin.
Le 3 novembre 2016 il s'engage aux côtés de l'association 13onze15 avec une chanson hommage aux victimes des attentats du 13 novembre 2015, Paris ma belle , dont les bénéfices seront intégralement reversés.
En 2017, le chanteur se produit au Francofolies de SPA et au  Festival Terre des Hommes aux côtés notamment de Cali et Pascal Obispo,.
Le 28 avril 2023 sort le titre On ne vit qu’une fois, extrait du quatrième album Au temps pour moi édité en 2024,.

## Discographie

### EP
- 2014 : Debout (je me sens bien)

### Singles
- 2012 : Chez moi[29]
- 2012 : Dans le non-dit
- 2012 : La monnaie de la pièce[30]
- 2013 : Debout (je me sens bien)[31]
- 2016 : Paris ma belle (au profit de l'association 13onze15) [23]
- 2023 : On ne vit qu’une fois
- 2024 : C'est pas demain la veille

### Collaborations
- Sylvain Meyniac (arrangements musicaux + compositions)
- Lena Ka (compositions + arrangements)
- Jade (réalisation + arrangements)
- Robert Rivis (arrangements musicaux + chant)
- Ika : réalisation de l'album Ménage de printemps[32]
- Sofia Mestari (réalisation + arrangements)[11]
- 2016 : 5 titres sur l'album Le temps d'une vie de David Hallyday, Comme avant, Des portes entre nous, Sur mes épaules, Devant le miroir, Personne (textes)
- 2018 : 3 titres sur l'album J'ai quelque chose à vous dire de David Hallyday, Ma dernière lettre, Eternel, Mauvais choix (textes)

## Distinctions
- 2012 : Élu Découverte Francophone septembre/octobre 2012 des Radios francophones publiques (RFP)[33]